# Єкатериновка (Добровський район)
Єкатериновка (рос. Екатериновка) — село у Добровському районі Липецької області Російської Федерації.
Населення становить 400  осіб. Належить до муніципального утворення Єкатериновська сільрада.

## Історія
З 13 червня 1934 до 26 вересня 1937 року у складі Воронезької області, у 1937-1954 роках — Рязанської області. Відтак входить до складу Липецької області.
Згідно із законом від 2 липня 2004 року №114-оз органом місцевого самоврядування є Єкатериновська сільрада.

## Населення
| 2006 | 2010 |
| ---- | ---- |
| 450  | ↘400 |